# يوكو ياماموتو
يوكو ياماموتو (باليابانية: 山本陽子؛ بالكانا: やまもと ようこ) هي مؤدية صوت وممثلة يابانية، ولدت في 17 مارس 1942 في ناكانو في اليابان. من الجوائز التي نالتها جائزة إيلان دور للوافد الجديد للسنة ‏ سنة 1966.

## جوائز
- جائزة إيلان دور للوافد الجديد للسنة [الإنجليزية]‏ (1966)